# 妻崎開作インターチェンジ
妻崎開作インターチェンジ（つまざきがいさくインターチェンジ）は、山口県宇部市にある宇部湾岸道路のインターチェンジである。

## 歴史
- 2013年3月24日 : 藤曲IC - 東須恵IC間開通に伴い供用開始

## 接続する道路
- 山口県道354号妻崎開作小野田線

## 料金所
無料区間につき料金所なし

## 隣
宇部湾岸道路
藤曲IC - 妻崎開作IC - 東須恵IC